# 景俊海
景 俊海（けい しゅんかい、ジン・ジュンハイ、1960年12月 - ）は、中華人民共和国の官僚、政治家。陝西省白水県出身。[[中国共産党]吉林省委員会]]書記。

## 経歴
1960年12月、陝西省白水県で生まれる。1982年に西安電子科技大学より物理学士を取得し、同大学で助手、講師、助教授を務める。1982年7月に中国共産党入党。1992年9月、西安ハイテク産業開発区管理委員会プロジェクト部副部長。その後、同部長、渉外工作部長、起業センター主任、管理委員会副主任、同主任を歴任した。2008年1月、陝西省副省長、党組織委員に昇格。2012年5月には同省党委員会常務委員兼宣伝部部長を兼務する。
2015年7月、党中央宣伝部に移り、副部長（次官）に任命される。
2017年4月、党務に転じて北京市に赴任し、北京市党委副書記に就任した。
2018年、吉林省第12期人民代表大会常務委員会第39回会議で1月2日、景俊海を副省長、省長代行に任命することが決定された。吉林省第13期人民代表大会第1回で1月31日、省長代行の景俊海が省長に選出された。2020年11月20日、中国共産党中央委員会から中国共産党吉林省委員会書記に任命された。